# Thed Björk
Thed Leif Björk Bang-Melchior (* 14. Dezember 1980 in Vretstorp) ist ein ehemaliger schwedischer Automobilrennfahrer.

## Karriere
Thed Björk fuhr von 1992 bis 1997 in mehreren Kartsport-Serien. 1998 wechselte er in die nordische Formel-3-Serie und wurde dort Dritter in der Gesamtwertung. Er beteiligte sich auch an der schwedischen Formel-3-Meisterschaft. 1999 konnte der beide Meisterschaften für sich entscheiden. Mit dem Jahr 2000 wechselte er in die Barber Dodge Pro Serie und wurde dort Gesamtzehnter.
Ab dem Jahr 2001 fuhr er in den unterschiedlichsten Rennserien wie der schwedischen Tourenwagen-Meisterschaft, der nordischen Formel-3000-Meisterschaft und dem Formel-Renault-V6-Eurocup, ehe er 2006 für zwei Rennen auch in die DTM kam. Im selben Jahr feierte er mit dem Gesamtsieg in der Tourenwagen-Meisterschaft in seinem Heimatland Schweden auch seinen bisher größten Erfolg im Motorsport.
Nachdem er als erster Fahrer überhaupt dreimal hintereinander (2013–2015) die Skandinavische Tourenwagen-Meisterschaft (STCC) gewonnen hatte, war Björk in der Tourenwagen-Weltmeisterschaft (WTCC) als Fahrer aktiv. In seiner ersten vollständigen Saison, er nahm bereits 2013 an einem Rennwochenende teil, fuhr er 2016 im Premierenjahr für Volvo einen Sieg ein. 2017 wurde er mit zwei Siegen und sieben Podiumsplatzierungen erstmals Tourenwagen-Weltmeister.
Ab 2018 nahm Björk am Tourenwagen-Weltcup (WTCR) teil, nachdem die WTCC den FIA Weltmeisterschafts-Status verlor.

## Statistik

### Le-Mans-Ergebnisse
| Jahr | Team                | Fahrzeug    | Teamkollege   | Teamkollege        | Platzierung | Ausfallgrund |
| ---- | ------------------- | ----------- | ------------- | ------------------ | ----------- | ------------ |
| 2002 | Courage Compétition | Courage C60 | Didier Cottaz | Boris Derichebourg | Rang 15     |              |